# Східно-Американська фосфоритоносна провінція
Східно-Американська фосфоритоносна провінція — розташована в США, шт. Флорида, Джорджія, Північна Кароліна та Південна Кароліна.
Простягається на 1300 км. Пл. 200 тис. км². Запаси фосфоритів 19,1 млрд т. Основний район по видобутку фосфоритів у США (85 %).
Родов. представлені континентальними пліоцен-четвертинними фосфоритними гальками і «твердими» метасоматичними рудами. Осн. промислові поклади належать до формації Боун-Валлі (Флорида). Вони представлені двома горизонтами з багатими рудами (27-33 % P2O5) та алюмофосфатними рудами (17-27 % P2O5).
Родов. Лі-Крік — одне з найбільшах в США, розробляється з 1966 р.; продуктивний горизонт потужністю до 12 м складений шарами фосфатних доломітів, глин та фосфоритних пісків з вмістом Р2О5 15 %. Родов. розробляються відкритим способом. Руди збагачуються з отриманням концентратів, які містять 33-36 % Р2О5.